# الدفاع عند الذعر من المثليين
الدفاع عند الذعر من المثليين، إستراتيجية قانونية يدّعي فيها المدعى عليه أنه تصرف في حالة من العنف، أو الجنون المؤقت، أو الاعتداء أو القتل، بسبب التحرش الجنسي غير المرغوب فيه من نفس الجنس. قد يدّعي المدّعى عليه بشكل عام أنه وجد التحرش الجنسي من نفس الجنس مسيئا للغاية أو مخيفا لدرجة استفزازه للقيام برد فعل، أو أنه تصرف دفاعًا عن النفس، أو قد يتحجج بالضعف العقلي، أو أنه كان مختلا بشكل مؤقت، وأن هذه الحالة تنفي التهم أو تصبح عاملًا مخفّفًا.
الدفاع عند الذعر من العابرين مشابه للسابق، يُطبّق في حالات الاعتداء، أو القتل غير المتعمد، أو قتل فرد مغاير الهوية الجندرية، والذي انخرط المعتدي (المعتدون) معه في علاقات جنسية دون دراية أن الضحية مغايرة الهوية الجندرية حتى رؤيتها عارية، أو خلال النشاط الجنسي أو بعده.
في الوقت الذي قد يُعزى فيه الدفاع عند الذعر من العابرين إلى رهاب المثلية أو رهاب العابرين، يُطلق أيضا على الدفاع أو الحماية بالدفاع عند الذعر من المثليين والعابرين أو الدفاع عند الذعر من أفراد مجتمع الميم.

## الولايات القضائية

### أستراليا
يُعرف في أستراليا بـ «الدفاع عند التحرش من قبل المثليين». كتب كينت بلور عن حالات إتش إيه دي في أستراليا:
«على الرغم من أنه لا يمكن العثور على الدفاع عند التحرش من قبل المثليين في التشريع، إلا أن رسوخه في السوابق القضائية يمنحه قوة القانون. [...] ألغت العديد من الولايات والأقاليم الأسترالية الدفاع الشامل عن الاستفزاز كليًا، أو استبعدت التحرش غير العنيف من قبل المثليين من نطاقها. كانت تسمانيا أول من قام بذلك في عام 2003 من بين الذين ألغوا الاستفزاز الكامل».
أجرت فيكتوريا إصلاحات مماثلة في عام 2005، تلتها أستراليا الغربية في عام 2008، وكوينزلاند في عام 2017 (مع بند يسمح به في ظروف استثنائية، تُحدد من قبل قاض). نفذت نيو ساوث ويلز وإقليم العاصمة الأسترالية والإقليم الشمالي- في نهج مختلف- تغييرات تنص على أن التحرش (التقدم) الجنسي غير العنيف (من أي كان، أيضا مثليو الجنس) ليس دفاعا مقبولا.
كانت جنوب أستراليا أول ولاية قضائية أسترالية تضفي الشرعية على أفعال المثليين الرضائية في عام 1975، لكنها ومع ذلك كانت بحلول أبريل 2017، الولاية القضائية الأسترالية الوحيدة التي لم تلغي أو تصلح الدفاع عند الذعر من المثليين. انتظرت حكومة ولاية جنوب أستراليا في عام 2015، تقرير معهد إصلاح القانون في جنوب أستراليا، ونتائج الاستئناف أمام المحكمة العليا من محكمة الاستئناف الجنائية في جنوب أستراليا. قُتل أندرو نيغر على يد مايكل ليندسي بضربه وطعنه في عام 2011. كان دفاع ليندسي الرئيسي هو أنه طعن نيغر في الصدر والبطن، ولكن وفاة نيغر كانت نتيجة شق حلقه من قبل شخص ما. كان الدفاع الثانوي هو أن إقدام ليندسي على طعن نيغر كان بسبب فقدانه السيطرة على نفسه، بعد أن تحرش به نيغر جنسيا، وعرض عليه المال مقابل ممارسة الجنس معه. أدانت هيئة المحلفين ليندسي بتهمة القتل وحكم عليه بالسجن مدى الحياة مع 23 سنة من الإفراج غير المشروط. أيدت محكمة الاستئناف الجنائية حكم الإدانة بأن التوجيهات إلى هيئة المحلفين بشأن الدفاع عند الذعر من المثليين كانت معيبة، وأن كل هيئة محلفين منطقية كانت ستجد أن الشخص العادي لا يمكن أن يضطر إلى فقدان السيطرة على النفس والتصرف بالطريقة التي تصرف بها ليندسي.
رأت المحكمة العليا أنه لربما وجدت هيئة المحلفين المدربة بشكل صحيح، أن عرض المال مقابل ممارسة الجنس من قبل رجل قوقازي لرجل من السكان الأصليين في منزل الأخير وفي وجود زوجته وعائلته، قد كان لاذعا، لحصول تحرش جنسي غير مرحب به من قبل رجل تجاه آخر، والذي قد لا يكون كذلك لو أنه في ظروف أخرى.
أُعيدت محاكمة ليندسي، وأُدين مرة أخرى بالقتل. أيدت محكمة الاستئناف الجنائية الحكم، ورُفض طلب الحصول على إذن خاص للاستئناف أمام المحكمة العليا. أوصى معهد جنوب أستراليا لإصلاح القانون في أبريل 2017، بإصلاح قانون الاستفزاز لإزالة التمييز القائم على أساس التوجه الجنسي و/ أو النوع الاجتماعي، ولكن أُجّلت إزالة القتل كدفاع جزئي بسبب التحرش الجنسي غير العنيف حتى المرحلة الثانية من التقرير.
أعلنت حكومة جنوب أستراليا في أبريل عام 2019، أنه سيُلغى الدفاع عند الذعر من المثليين. يحدث أن تُحدَّد «مرحلة التشاور المجتمعي» وسيُقدّم مشروع قانون قريبًا إلى برلمان جنوب أستراليا ويُمرر ويُنفّذ بحلول عام 2020.

### نيوزيلاندا
- قُتل ديفيد ميكني في عام 2003، وهو مصمم ديكور مثلي الجنس ومضيف تلفزيوني سابق، على يد فيليب لايتون إدواردز وهو عامل بدوام جزئي. قال إدواردز في محاكمته إنه أخبر ميكني أنه ليس مثليًا، لكنه قبل الاستنماء أمامه مع اتفاق «بعدم اللمس» مقابل المال. جادل الدفاع بنجاح أن إدواردز- ذو الست وخمسين إدانة سابقة والذي كان في الإفراج المشروط لمدة 11 يومًا- استُفزّ لضرب ميكني بعد أن انتهك اتفاق «عدم لمس». سجن إدواردز لمدة تسع سنوات بتهمة القتل غير المتعمد.[16][17]
- أُدين فرديناند أيمباك- 32 عامًا- وهو سائح هنغاري بقتل رونالد براون- 69 عامًا- في يوليو عام 2009 بضربه بآلة بانجو وغرز رقبة الآلة أسفل حلق براون. اتُّهم أيمباك في البداية بالقتل، ولكن خُفّضت التهمة إلى القتل غير العمد، بعد أن نجح محاميه بتوظيف الدفاع عند الذعر من المثليين.[18][19]
- صوّت البرلمان النيوزيلندي في 26 نوفمبر 2009، لإلغاء القسم 169 من قانون الجرائم لعام 1961، وإزالة الدفاع الاستفزازي من قانون نيوزيلندا، على الرغم من مجادلة البعض بأن هذا التغيير كان أكثر كنتيجة لفشل الدفاع الاستفزازي في محاكمة قتل صوفي إليوت من قبل حبيبها السابق.[20]

### المملكة المتحدة
ورد في الدليل الذي قدمه محامو دائرة الادعاء الملكية في إنجلترا وويلز للمحاماة: «لا توفر حقيقة أن الضحية تحرشت جنسيًا بالمدعى عليه- في حد ذاتها- تلقائيًا للمدعى عليه حماية بحجة الدفاع عن النفس بسبب الأفعال التي أخذوها على عاتقهم». عُرف ذلك في المملكة المتحدة منذ عقود باسم «دفاع بورتسموث» أو «دفاع الحارس» (استخدم المصطلح الأخير في جزء عام 1980 من السلسلة التلفزيونية رامبول اوف ذا بايلي).